# فهرست شهرهای گرنادا

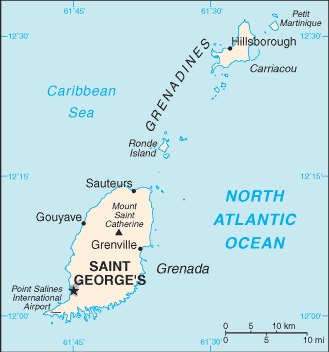
Map of گرنادا

در زیر فهرست شهرهای گرنادا (انگلیسی: List of cities in Grenada) آورده شده‌است. گرنادا یک کشور جزیره ای در جنوب شرق دریای کارائیب می‌باشد. این کشور از جزیره گرنادا و شش جزیره کوچکتر در انتهای جنوبی زنجیره جزیره گرنادین‌ها تشکیل شده‌است.
- امبر بیلایر
- Après Tout
- Bacaye
- باکلت، گرنادا
- Balthazar
- باریک
- Bathway
- Beaton
- بک مویی
- بلمونت، گرنادا
- Birch Grove
- بوگولس
- بویز د گان
- Bonaire
- کالیونی
- چانتیمل
- چاز
- کلابونی
- کرچو
- دبلاندو
- Debra
- Duquesne
- دیگو پیس
- دانفرم‌لاین
- الی هال
- استاک
- گویوه
- Grand Bras
- گرند روی
- Great Arm
- Great Crayfish
- Great Palmiste
- Great Pond
- گرنویل، گرنادا
- هیلزبورو، کاریاکو
- کا-فه بو
- لانسو اپینز
- La Fortune
- La Filette
- La Mode
- L Qua Qua
- La Sagesse
- La Soubisse
- La Tante
- La Taste
- ماما کن
- مولتی
- مورن فندیو
- مورن جالو ریج
- مورن لانگ
- Morne Ridge
- مورن ترانکل
- مونت کراون
- مونیخ
- Paraclete
- پارادایس، گرنادا
- Petit Bacaye
- Prospect
- Resource
- سینت‌جورجس
- سوترز
- سنت دیوید، گرنادا
- تلسکوپ
- تیوولی، گرنادا
- یونیین، گرنادا
- یونیین ویلیج، گرنادا
- آپر کپیتول
- آپر کانفرنس
- آپر لا تانت
- آپر لا تیست
- آپر پرلز
- ویکتوریا، گرنادا
- Waltham
- Westerhall
- ویلیس، گرنادا